# Centro de Estudios Merindad de Tudela
El Centro de Estudios Merindad de Tudela (CEMT) es una entidad cultural y de investigación centrada en la Merindad de Tudela (Navarra) que viene funcionando desde 1987. Tiene su sede en la localidad de Tudela y anualmente, desde 1989, edita la Revista del Centro de Estudios Merindad de Tudela.

## Historia
La iniciativa nació en 1986 de la mano de un grupo de tudelanos reunidos en una casa de Traslapuente a imitación de los centros de estudios aragoneses ya existentes donde algunos de ellos estaban colaborando, como el Centro de Estudios Turiasonenses con sede en Tarazona. Tras diversas gestiones contactaron con otro grupo con una idea similar aunque inspirados en el modelo del Instituto Gerónimo de Ustáriz con sede en Pamplona. Elaborados unos estatutos previos, se confeccionó una lista inicial de inscripción que fue firmada por 33 personas. Finalmente, tras unas consultas al Gobierno de Navarra, se convoca la Asamblea Constituyente la tarde del sábado 9 de mayo de 1987 firmando durante su transcurso el Acta Constitucional de la nueva entidad.
Su objetivo principal es el estudio, investigación y difusión del «patrimonio cultural de la Merindad de Tudela en todas sus facetas y dimensiones.» Durante la semana del 15 al 19 de diciembre de 1987 el centro fue presentado públicamente al mismo tiempo que celebraban las primeras actividades culturales. Su primer presidente fue el arqueólogo Juan José Bienes.
Tras varios vaivenes, llegó a tener casi 130 miembros, alcanzando en la actualidad los 80 miembros.

## Actividad
Las actividades del centro de estudios están orientadas en dos vertientes principalmente:
1. Preparación y edición anual de la Revista Centro de Estudios Merindad de Tudela que en la actualidad ya ha llegado al número 30.[3]
2. Organización y celebración de homenajes, jornadas y encuentros centrados en la vida cultural de la merindad.

## Presidentes
- Juan José Bienes (1987-1995).[4]
- María Alcázar Vinyal (1995-1997).[5]
- Julio García Pérez  (1997-1999).[6]
- Eva Laita (1999-2004).[7]
- Juan José Bienes (2004-2022).[8]